# Elecciones estatales de Sinaloa de 2013
Las elecciones estatales de Sinaloa de 2013 se celebraron el domingo 7 de julio de 2013 y en ellas se renovaron los siguientes cargos de elección popular:
- 18 ayuntamientos. Compuestos por un Presidente Municipal, síndico procurador y regidores. Electos para un periodo de tres años, sin posibilidad de reelección inmediata.
- 40 Diputados al Congreso del Estado. 24 electos por mayoría relativa en cada uno de los distritos electorales uninominales y 16 electos por el principio de representación proporcional mediante un sistema de listas plurinominales. Electos para un periodo de tres años, sin posibilidad de reelección inmediata.

## Ayuntamientos

Distribución de las alcaldías de Sinaloa por partido político.

## Congreso del Estado

#### Diputados electos por mayoría relativa
| Distrito | Partido/Coalición                                                                      | Diputado electo                 |
| -------- | -------------------------------------------------------------------------------------- | ------------------------------- |
| I        | Coalición Transformemos Sinaloa (PRI-Nueva Alianza-Partido Verde)                      | Renata Cota Álvarez             |
| II       | Coalición Transformemos Sinaloa (PRI-Nueva Alianza-Partido Verde)                      | Nubia Xiclali Ramos Carbajal    |
| III      | Coalición Unidos Ganas Tú (PAN-PRD-PT)                                                 | Miguel Ángel Camacho Sánchez    |
| IV       | Coalición Unidos Ganas Tú (PAN-PRD-PT)                                                 | Roque de Jesús Chávez López     |
| V        | Coalición Transformemos Sinaloa (PRI-Nueva Alianza-Partido Verde) & Partido Sinaloense | Flor Esther Gastélum Vertiz     |
| VI       | Coalición Transformemos Sinaloa (PRI-Nueva Alianza-Partido Verde)                      | Ramón Barajas López             |
| VII      | Coalición Transformemos Sinaloa (PRI-Nueva Alianza-Partido Verde)                      | Sylvia Miriam Chávez López      |
| VIII     | Coalición Unidos Ganas Tú (PAN-PRD-PT)                                                 | Osbaldo Ávila Atondo            |
| IX       | Coalición Transformemos Sinaloa (PRI-Nueva Alianza-Partido Verde)                      | César Fredy Montoya Sánchez     |
| X        | Coalición Transformemos Sinaloa (PRI-Nueva Alianza-Partido Verde)                      | Marco Antonio Irízar Cárdenas   |
| XI       | Coalición Transformemos Sinaloa (PRI-Nueva Alianza-Partido Verde)                      | María Lorena Pérez Olivas       |
| XII      | Coalición Transformemos Sinaloa (PRI-Nueva Alianza-Partido Verde)                      | Óscar Javier Valdez López       |
| XIII     | Coalición Transformemos Sinaloa (PRI-Nueva Alianza-Partido Verde)                      | José Manuel Osuna Lizárraga     |
| XIV      | Coalición Transformemos Sinaloa (PRI-Nueva Alianza-Partido Verde)                      | Óscar Félix Ochoa               |
| XV       | Coalición Transformemos Sinaloa (PRI-Nueva Alianza-Partido Verde)                      | Rigoberto Valenzuela Medina     |
| XVI      | Coalición Transformemos Sinaloa (PRI-Nueva Alianza-Partido Verde) & Partido Sinaloense | Lucero Guadalupe Sánchez López  |
| XVII     | Coalición Transformemos Sinaloa (PRI-Nueva Alianza-Partido Verde)                      | Ángel Geovani Escobar Manjarrez |
| XVIII    | Coalición Transformemos Sinaloa (PRI-Nueva Alianza-Partido Verde)                      | Luis Fernando Sandoval Morales  |
| XIX      | Coalición Transformemos Sinaloa (PRI-Nueva Alianza-Partido Verde)                      | Fernando Pucheta Sánchez        |
| XX       | Coalición Unidos Ganas Tú (PAN-PRD-PT)                                                 | Martín Pérez Torres             |
| XXI      | Coalición Transformemos Sinaloa (PRI-Nueva Alianza-Partido Verde)                      | José Felipe Garzón López        |
| XXII     | Coalición Transformemos Sinaloa (PRI-Nueva Alianza-Partido Verde)                      | Claudia Liliana Valdez Aguilar  |
| XXIII    | Coalición Transformemos Sinaloa (PRI-Nueva Alianza-Partido Verde)                      | Víctor Manuel Díaz Simental     |
| XXIV     | Coalición Transformemos Sinaloa (PRI-Nueva Alianza-Partido Verde)                      | Gómer Monárrez Lara             |

#### Diputados electos por Representación Proporcional
| Lista | Diputado                           | Partido                                                           |
| ----- | ---------------------------------- | ----------------------------------------------------------------- |
| 1     | Adolfo Rojo Montoya                | Coalición Unidos Ganas Tú (PAN-PRD-PT)                            |
| 2     | Imelda Castro Castro               | Coalición Unidos Ganas Tú (PAN-PRD-PT)                            |
| 3     | Francisco Solano Urías             | Coalición Unidos Ganas Tú (PAN-PRD-PT)                            |
| 4     | Laura Galván Uzeta                 | Coalición Unidos Ganas Tú (PAN-PRD-PT)                            |
| 5     | Leobardo Alcántara Martínez        | Coalición Unidos Ganas Tú (PAN-PRD-PT)                            |
| 6     | Ramón Lucas Lizárraga              | Coalición Unidos Ganas Tú (PAN-PRD-PT)                            |
| 7     | Yudith del Rincón Castro           | Coalición Unidos Ganas Tú (PAN-PRD-PT)                            |
| 8     | Guadalupe Carrizoza Chaidez        | Coalición Unidos Ganas Tú (PAN-PRD-PT)                            |
| 9     | María de la Luz Ramírez Rodrígez   | Coalición Unidos Ganas Tú (PAN-PRD-PT)                            |
| 10    | Jesús Enrique Hernández Chávez     | Coalición Transformemos Sinaloa (PRI-Nueva Alianza-Partido Verde) |
| 11    | Sandra Yudith Lara Díaz            | Coalición Transformemos Sinaloa (PRI-Nueva Alianza-Partido Verde) |
| 12    | Jesús Burgos Pinto                 | Coalición Transformemos Sinaloa (PRI-Nueva Alianza-Partido Verde) |
| 13    | Héctor Melesio Cuén Ojeda          | Partido Sinaloense                                                |
| 14    | María del Rosario Sánchez Zatarain | Partido Sinaloense                                                |
| 15    | Robespiere Lizárraga Otero         | Partido Sinaloense                                                |
| 16    | Mario Imaz López                   | Movimiento Ciudadano                                              |